# MGP 2017
MGP 2017 var den 17. årlige MGP-sangkonkurrence for håbefulde sangere i alderen 8 til 15 år, afholdt i Jyske Bank Boxen i Herning den 4. marts 2017. Værterne var Sofie Østergaard og Barbara Moleko.
Bastian vandt konkurrencen med sangen "Frikvarter" med 38% procent af seernes stemmer.
De 10 finalister blev afsløret den 3. februar. 2017

## Deltagere
| Nr | Deltagere      | Fulde navn                                        | Sang                         | Resultat      |
| -- | -------------- | ------------------------------------------------- | ---------------------------- | ------------- |
| 1  | Good Harmony   | Alina Sofia Vilhelmsen, Ulrikke Holst Christensen | "Den Fedeste Dag"            | Ude           |
| 2  | Amanda         | Amanda Appel                                      | "Stop Dit Drilleri"          | Ude           |
| 3  | JEPPANNA       | Jeppe Nordin Frost, Anna (?)                      | "Jeg kan gøre, hvad jeg vil" | Superfinalist |
| 4  | Minna          | Minna Wisam Al-Hashimi                            | "Ligesom i alle film"        | Ude           |
| 5  | Oskar          | Oskar Rohde                                       | "Danmark"                    | Ude           |
| 6  | Caroline Selma | ?                                                 | "Mega irriterende"           | Ude           |
| 7  | Maja & Annika  | Maja Marie Løve Nielsen, Annika Wedderkopp        | "Ikke mere"                  | Ude           |
| 8  | Bastian        | Bastian Lars Andreasen                            | "Frikvarter"                 | Superfinalist |
| 9  | Frida Oline    | Frida Oline Berg Arnoldus                         | "Måden det bli'r sagt på"    | Ude           |
| 10 | Edward         | Edward Blicher Henriksen                          | "Dans med mig"               | Superfinalist |

### Superfinale
I superfinalen skulle de tre mest populære fra første runde synge igen, og seerne stemte endnu engang, hvorved konkurrencens vinder blev fundet. Dette blev Bastian med sangen “Frikvarter”, der fik 38 % af stemmerne i superfinalen.
| Nr | Deltager | Sang                         | Procent | Placering |
| -- | -------- | ---------------------------- | ------- | --------- |
| 1  | Edward   | "Dans med mig"               | 35%     | 2         |
| 2  | Bastian  | "Frikvarter"                 | 38%     | 1         |
| 3  | JEPPANNA | "Jeg kan gøre, hvad jeg vil” | 27%     | 3         |